# بانوی مونسورو (رمان)
بانوی مونسورو (انگلیسی: La Dame de Monsoreau) یک رمان تاریخی از الکساندر دوما است که در سال ۱۸۴۶ منتشر شد. این رمان، نام خود را مدیون کنت‌هایی است که مالک قلعه مشهور شاتو دو مونسورو بودند. این رمان به نزاع و رقابت سلطنتی برادرانه در دربار آنری سوم می‌پردازد. کنت دو باسی شجاع و زنی که کنت او را می‌پرستید، به‌طور غم‌انگیزی در تاریخ ثبت شده‌اند. چیکوت، ملیجک دربار نیز یکی از شخصیت‌های رمان است و در برخی از ترجمه‌های انگلیسی، او شخصیت اصلی داستان است.